# Ибрахим (сура)
Ибра́хи́м (араб. إبراهيم — Ибрахим) — четырнадцатая сура Корана. Сура мекканская.  Состоит из 52 аятов.

## Содержание
Носит имя Ибрахима — пророка Аллаха, воздвигшего Каабу в Священной Мекке. Он призывал людей к вере в Аллаха Единого, которому одному принадлежит творение и решение. В этой Священной суре Ибрахим возносит благодарность Господу своему за его неисчислимые милости. Ведь он, Всевышний, даровал ему, вопреки преклонному возрасту, Исмаила и Исхака. Ибрахим взывает к своему Господу, прося его низвести своё благословение над долиной, где он поселил некоторых из своего потомства у Запретного дома, и склонить сердца людей к ним, и наделить их плодами, чтобы они благодарили его за милость, чувствуя себя в мире и безопасности.
Религия, к которой Ибрахим призывал людей — религия единобожия, веры в Аллаха Единого. К ней призывал Муса — и другие посланники и пророки. Неверные отказались от этой религии и подвергли посланников разным видам мучения и коварства. Но посланники стойко терпели, веруя, что победа, которую Аллах дарует им, близка.
Ведь Аллах ведёт к прямому пути верующих, которые познали его своим разумом и сердцем и придерживались истины. Он введёт их в Свои райские сады, а неверных, которые настойчиво упорствовали в своём неверии, подвергнет наказанию адским огнём. Доброе слово — как доброе, полезное дерево, чей корень утвердился в земле, а ветви взметнулись высоко к небесам. Оно непрестанно приносит благословенные плоды по воле Своего Господа. А скверное слово — как скверное дерево, которое не приносит пользы людям; ведь у него нет твёрдой основы и не приносит оно плодов, полезных им. Оно — как вырванное с корнем бесполезное дерево.

Алиф. Лам. Ра. Мы ниспослали тебе Писание, чтобы ты вывел людей с дозволения их Господа из мраков к свету – на путь Могущественного, Достохвального ۝ Аллаха, Которому принадлежит всё, что на небесах и на земле. Горе от тяжких страданий неверующим, ۝ которые предпочитают мирскую жизнь Последней жизни, сбивают других с пути Аллаха и искажают его. Они пребывают в глубоком заблуждении. ۝ Мы отправляли посланников, которые говорили на языке своего народа, чтобы они давали им разъяснения. Аллах вводит в заблуждение, кого пожелает, и ведёт прямым путём, кого пожелает. Он – Могущественный, Мудрый.
— Коран 14:1—4 (Кулиев)